# Інцаго
Інцаго, Інцаґо (італ. Inzago) — муніципалітет в Італії, у регіоні Ломбардія,  метрополійне місто Мілан.
Інцаго розташоване на відстані близько 480 км на північний захід від Рима, 24 км на схід від Мілана.
Населення — 10 932 особи (2014).

## Демографія
Населення за роками:

Станом на 1 січня 2023 року в муніципалітеті офіційно проживали 954 іноземці з 63 країн, серед них 302 громадяни країн Євросоюзу та 44 громадяни України.

## Сусідні муніципалітети
- Беллінцаго-Ломбардо
- Кассано-д'Адда
- Джессате
- Мазате
- Поццо-д'Адда
- Поццуоло-Мартезана